# Podnanos
Podnanos, nekdaj Šentvid ali Šembid, je gručasto kraško naselje v Občini Vipava, v zgornjem delu Vipavske doline, ob cesti Vipava–Razdrto, kjer se odcepi cesta čez Vrabče na Kras in se dolina potoka Močilnika razširi.
Na zavetrnem pobočju so vinogradi, v ravnini pa njive. V naselju je bil do leta 2004 mizarski obrat Lipa. Župnijska cerkev sv. Vida ima stransko kapelo roženvenske Matere Božje, ki je bila nekdaj gotski prezbiterij. Na oboku prezbiterija in deloma za oltarjem so ohranjene kvalitetne freske iz konca 15. stoletja. V smeri proti Podragi je zrasel zaselek Roženek z gradom Rosenek  iz 14. stoletja Poleg stoji cerkev sv.Kozma in Damijana, ki ji domačini pravijo pri sv. Roku.
Do leta 1952 se je naselje imenovalo Šentvid (tudi Šembid). V Podnanosu je deloval in umrl duhovnik, šembijski vikar in vinogradniški strokovnjak Matija Vertovec, ki je spisal prvo strokovno knjigo za vinogradnike in kletarje v slovenščini z naslovom Vinoreja, ki jo je izdal leta 1844. V Št. Vidu se je rodil Stanko Premrl duhovnik, glasbenik, orgelski virtuoz ter skladatelj slovenske himne, Zdravljice. V isti hiši kot njegov stric, se je rodil tudi narodni heroj Janko Premrl - Vojko. V Podnanosu se je rodil tudi slovenski sadjar Rihard Dolenc.

## Prebivalstvo
Etnična sestava 1991:
- Slovenci: 352 (97,8 %)
- Jugoslovani 4 (1,1 %)
- Hrvati: 2
- Srbi: 1
- Neopredeljeni: 1

## Druge znane osebnosti, povezane z Podnanosom
- Igor Rosa, industrijski oblikovalec